# Komunitní rada Brooklynu 10
Komunitní rada Brooklynu 10 (Brooklyn Community Board 10) je komunitní rada v Brooklynu v New Yorku.
Zahrnuje části Bay Ridge, Dyker Heights a Fort Hamilton. Ohraničuje ji na západě Upper New York Bay, na severu Bay Ridge RR Yards a Long Island Rail Road, na východě 14. ulice a Bay 8th Avenue a na jihu Lower New York Bay. Předsedou (2007) je Dean Rasinya a správcem Josephine Beckmann. Má rozlohu 4,1 km² a v roce 2000 zde žilo 122 542 obyvatel.